# Maigret (Fernsehserie, 1967)
Maigret (Originaltitel: Les Enquêtes du commissaire Maigret) ist eine französische Krimiserie nach den Romanen von Georges Simenon. Zwischen 1967 und 1990 entstanden 88 Folgen in 23 Staffeln mit einer Länge von je 90 Minuten. Die ersten 18 Folgen wurden in Schwarzweiß gedreht, der Rest in Farbe.

## Handlung
Jules Maigret ist Kommissar bei der Pariser Kriminalpolizei. Seine Markenzeichen sind sein Fedora sowie seine Pfeife. Unterstützung bei seinen Fällen erhält er von seinen Assistenten Inspektor Lucas und Inspektor Janvier.

## Ausstrahlung
Die Serie hatte ihre Premiere am 14. Oktober 1967 auf dem französischen Sender ORTF, ab 1975 wechselte sie zu Antenne 2. Die ausstrahlenden Sender waren jeweils auch für die Produktion verantwortlich. Im deutschsprachigen Raum war Maigret erstmals am 13. Mai 1972 zu sehen, das Fernsehen der DDR zeigte insgesamt 20 Folgen. In der Bundesrepublik erfolgte die Erstausstrahlung am 29. Juni 1972 in der ARD.